# Isabel Dean
Isabel Dean, bürgerlich Isabel Hodgkinson, (* 29. Mai 1918 in Aldridge, Staffordshire, Vereinigtes Königreich; † 29. Juli 1997 in London-Wandsworth) war eine britische Schauspielerin bei Bühne, Film und Fernsehen.

## Leben und Wirken
Isabel Dean studierte als Teenager Malerei an der Birmingham Art School und ging 1937 an die Tourneebühne Cheltenham Repertory als Kulissenmalerin. Vom Theaterfieber gepackt, nahm Dean bald Schauspielunterricht  und erhielt an eben dieser Bühne ihre ersten kleinen Rollen. Es folgten Auftritte an Repertoirebühnen in Brighton und Norwich, ehe sie am 1. Mai 1940 ihr Londoner Debüt in einer Aufführung von Agatha Christies Kriminalstück „Peril at End House“ gab. Bald hatte sie mit der Mariana in Ende gut, alles gut ihre erste Shakespeare-Rolle erhalten. Mit der Jenny in der Komödie „Love for Love“ gelang Isabel Dean an der Seite von John Gielgud der künstlerische Durchbruch.
Im Jahr darauf schloss sie sich Gielguds Bühnentruppe am Londoner Haymarket Theatre an. Mit der Ophelia in Hamlet war ihr ein weiterer beachtlicher Erfolg beschieden, und Dean trat anschließend mit der Hermia in Ein Sommernachtstraum erneut in einem Shakespeare-Stück auf. Nach diversen Mitwirkungen in Londoner West-End-Produktionen und ersten Rollen in britischen Fernsehproduktionen der frühen Nachkriegszeit kehrte Isabel Dean vorübergehend in die englische Provinz zurück und spielte in Oxford und Brighton Theater. Hier ließ man sie erstmals auch die Julia in Romeo und Julia spielen. Im Laufe der frühen 1950er Jahre gewannen Film und Fernsehen immer mehr an Bedeutung in Deans Karriere, und die Künstlerin erhielt in recht unterschiedlichen Produktionen Neben- wie auch einige Hauptrollen. Oftmals verkörperte sie Ladies durch und durch: stets elegant und oft distanziert, aus gutem Hause und mit besten Manieren.
Dean war vor der Kamera sowohl im Gesellschaftsstück als auch im Science-Fiction-Horror („The Quatermass Experiment“) zuhause, im Kriminalfilm wie in der Literaturverfilmung, jedoch konnte man sie nur selten in einer Komödie sehen. Trotz intensiver Arbeit vor der Kamera blieb Isabel Dean auch weiterhin dem Theater treu und spielte nunmehr auch mehrfach in zeitgenössischen Stücken mit, etwa nach Vorlagen von John Osborne, Joe Orton und Terence Rattigan. Nach mehreren Jahrzehnten kam es 1977 wieder zu einer Zusammenarbeit mit John Gielgud. Zuletzt nur noch auf distinguierte Damen der Society und Mütter abonniert, beendete Isabel Dean 1990 ihre Arbeit vor der Kamera.

## Filmografie
- 1943: Der Herr in Grau (The Man in Grey)
- 1947: Afterglow
- 1948: Berkeley Square
- 1948: Die große Leidenschaft (The Passionate Friends)
- 1949: The Happiest Days of Your Life
- 1950: Man of Two Minds
- 1951: Nocturne in Scotland
- 1952: Erpresserin (The Last Page)
- 1952: Another Language
- 1952: 24 Hours of a Woman's Life
- 1953: The Story of Gilbert and Sullivan
- 1953: The Quatermass Experiment (TV-Serie)
- 1954: Out of the Clouds
- 1955: Handcuffs, London
- 1957: Davy
- 1958: Virgin Island
- 1960: A Life of Bliss (TV-Serie)
- 1960: Barnaby Rudge (TV-Serie)
- 1962: Licht auf der Piazza (Light in the Piazza)
- 1964: Sturm über Jamaika (A High Wind in Jamaica)
- 1965: 199 Park Lane (TV-Serie)
- 1966: Willkommen, Mister B. (A Man Could Get Killed)
- 1967: Inadmissible Evidence
- 1969: Oh! What a Lovely War
- 1971: Sense and Sensibility (TV-Serie)
- 1971: Catch Me a Spy
- 1973: The Man in the Wood
- 1973: Life and Soul
- 1974: The Aweful Mr. Goodall (TV-Serie)
- 1974: Die Uhr läuft ab (Ransom)
- 1975: Couples (TV-Serie)
- 1975: Vagabund in 1000 Nöten (The Bawdy Adventures of Tom Jones)
- 1976: Ich, Claudius – Kaiser und Gott (I, Claudius; TV-Serie)
- 1977: Ripping Yarns (TV-Serie, eine Folge)
- 1979: Company and Co. (TV-Serie)
- 1979: Der Löwe zeigt die Krallen (Rough Cut)
- 1981: Am Rande des Abgrunds (Five Days One Summer)
- 1983: So spielt das Leben (The Weather in the Streets)
- 1985: The Understanding
- 1986: A Dangerous Kind of Love
- 1989: Albert Champion (TV-Serie)
- 1990: Inspektor Morse, Mordkommission Oxford (Inspector Morse; TV-Serie, eine Folge)